# FODMAP
I FODMAP sono carboidrati a catena corta che sono scarsamente assorbiti nell'intestino tenue. Comprendono i polimeri oligosaccaridi a catena corta del fruttosio, galatto oligosaccaridi, disaccaridi, monosaccaridi e alditoli (come sorbitolo, mannitolo, xilitolo e maltitolo)
Il termine FODMAP è un acronimo, derivato da "Fermentable, Oligo-, Di-, Mono-saccharides And Polyols". Sebbene i FODMAP siano naturalmente presenti nel cibo e nell'alimentazione umana, è stato rilevato come una restrizione di questi migliori il controllo dei sintomi delle persone con sindrome dell'intestino irritabile (IBS) e altri disturbi gastrointestinali funzionali (FGID).. Prima che si sviluppasse il concetto di FODMAP, la dieta era utilizzata di rado come terapia prioritaria per la gestione di tali disturbi.

## Storia dei FODMAP
Negli anni, sono emerse numerose evidenze che l'ingestione di certi carboidrati a catena corta, tra cui lattosio, fruttosio e sorbitolo, fruttani e galatto oligosaccaridi, induce i sintomi tipici della sindrome dell'intestino irritabile. 
Questi studi hanno inoltre mostrato che restrizioni dietetiche dei carboidrati a catena corta sono associate, con frequenza statisticamente significativa, a un miglioramento dei sintomi delle persone con sindrome dell'intestino irritabile.
Queste acquisizioni scientifiche - nate come semplici ipotesi intorno al 2005 e poi suffragate negli anni a venire - visti i loro risvolti terapeutici hanno indotto più di recente i ricercatori a testare diete a basso contenuto di FODMAP (spesso direttamente definita anche in Italia ormai Dieta low-FODMAP). 
Inizialmente, l'idea è stata sviluppata da un team di ricercatori all'Università Monash, a Melbourne (Australia)  che intraprese la prima ricerca 
- per comprendere se una Dieta Low-FODMAP migliorasse i sintomi in pazienti con IBS 
- per stabilire il meccanismo attraverso il quale la dieta esercita il suo effetto 
La Monash University istituì anche un rigoroso programma di analisi alimentare per misurare il contenuto di FODMAP in un'ampia selezione di diete-tipo australiane e internazionali. 
Questi dati sulla presenza di FODMAP di fatto aggiornarono quelli precedenti che erano basati su una letteratura limitata che aveva prodotto, a partire da informazioni troppo povere, delle ipotesi (talvolta errate).
Le ricerche sulla validità della Dieta Low-FODMAP sono ormai complessivamente varie e sono proseguite anche in Italia nel 2014 migliorando alcuni limiti metodologici talvolta presenti, concernenti sia il doppio cieco sia la selezione della tipologia di pazienti da sottoporre a test. 
Lo studio italiano ha confermato le ipotesi sinora qui riferite precisando nelle conclusioni che: "A differenza di altri modelli terapeutici, la dieta, che dovrà necessariamente essere personalizzata in base alle caratteristiche fisiche, antropometriche, ai fabbisogni in macro- e micro-nutrienti ed alla condizione fisiopatologica dell'individuo, è l'intervento che nei pazienti affetti da sindrome dell'intestino irritabile  ha il minor rischio di effetti avversi e ha alte probabilità di rivelarsi un valido aiuto per migliorare la qualità di vita degli individui affetti da tale condizione patologica"
Complessivamente si può dunque parlare di una forte evidenza che indica che una Dieta Low-FODMAP migliora i sintomi in circa tre quarti delle persone con sindrome dell'intestino irritabile e disturbi gastrointestinali funzionali (in inglese FGIDs).

## Assorbimento
Lo scarso assorbimento della maggior parte dei carboidrati FODMAP è comune in tutti. I FODMAP che non sono assorbiti nell'intestino tenue passano nell'intestino crasso, dove i batteri li fermentano.

## Efficacia e adeguatezza nutrizionale
L'evidenza deducibile da trial randomizzati indica che una Dieta Low-FODMAP può aiutare a trattare la sindrome dell'intestino irritabile in adulti e bambini. 
Una vasta sistematica disamina e meta-analisi convalida l'efficacia di questa dieta anche nel trattamento dei sintomi gastrointestinali funzionali della sindrome dell'intestino irritabile, sebbene questa sia minore nel caso della costipazione cronica.